# Michał Hłuszniewicz
Michał Hłuszniewicz (ur. w 1797 w Mińsku, zm. 21 lipca 1862  w Wilnie) – polski astronom.

## Życiorys
Urodził się w 1797 w Mińsku. Ojciec jego prowadził prywatną szkołę męską w mieście. W rodzinnym mieście ukończył gimnazjum i w 1814 rozpoczął naukę matematyki w Cesarskim Uniwersytecie Wileńskim, a następnie studiował filozofię i w 1818 otrzymał stopień magistra filozofii. Wśród jego nauczycieli był Jan Śniadecki.
We wrześniu 1819 został przyjęty do Uniwersytetu Wileńskiego jako jeden z trzech pomocników dyrektora obserwatorium astronomicznego swojego wykładowcy Jana Śniadeckiego. Na tym stanowisku pracował do 1832 kiedy to obserwatorium zostało podporządkowane cesarskiej akademii nauk i Hłuszniewicz do przejścia na emeryturę w 1848 pracował tam jako jego dyrektor.
Obserwacje realizowane w obserwatorium wileńskim publikował w Pamiętnikach wydawanych w latach 1832–1846 oraz artykuły astronomiczne zamieszczane w dzienniku „Astronomische Nachrichten”. Był członkiem towarzystwa północnych starożytników w Kopenhadze. W 1837 otrzymał order św. Stanisława 4 klasy i brylantowy pierścień za wkład w pomiary triangulacyjne na terenach guberni wileńskiej, kurlandzkiej, grodzieńskiej i mińskiej realizowanych przez gen. Tennera.
Żył skromnie i wiele ze swoich przekazywał potrzebującym. Należał do Towarzystwa Wspierania Niedostatnich Uczniów Uniwersyteckich. Zostawiał sobie ok. dziesiątej części emerytury, resztę zaś przekazywał biednym wdowom i sierotom.
Zmarł w ubóstwie 21 lipca 1862 w Wilnie i pochowany został staraniem siostry Emilii Mikulewicz na cmentarzu przy kościele św. Stefana w Wilnie.